# Яковлєв Олександр Володимирович
Олександр Володимирович Яковлєв (8 вересня 1957, Київ) — радянський український легкоатлет, спеціаліст з потрійного стрибка. Виступав за збірну СРСР з легкої атлетики у 1978—1988 роках, володар бронзової медалі чемпіонату Європи у приміщенні, срібний призер Універсіади у Кобі та турніру «Дружба-84», переможець та призер першостей всесоюзного значення. Майстер спорту СРСР міжнародного класу.

## Біографія
Олександр Яковлєв народився 8 вересня 1957 року в Києві.
Почав займатися легкою атлетикою у 1969 році, проходив підготовку у Києві, навчався на факультеті романо-німецької філології Київського державного університету. Виступав за добровільне спортивне товариство «Буревісник» та Збройні Сили. Пізніше представляв всесоюзне фізкультурно-спортивне товариство «Динамо» та місто Сімферополь.
У 1977 році в журналі «Легка атлетика» була надрукована велика стаття про Олександра Яковлєва, в якій докладно розказано про початок його спортивного шляху.
Першого серйозного успіху в потрійному стрибку на всесоюзному рівні досяг у сезоні 1978 року, коли на зимовому чемпіонаті СРСР у Москві з результатом 16,72 став срібним призером. Потрапивши до складу радянської збірної, виступив на чемпіонаті Європи у приміщенні у Мілані — тут показав результат 16,47 та завоював бронзову нагороду.
1983 року на зимовому чемпіонаті СРСР у Москві стрибнув на 17,04 метра й отримав срібло.
У 1984 році здобув перемогу на Меморіалі братів Знаменських у Сочі (17,50) та на міжнародному турнірі у Потсдамі (17,15). Розглядався як кандидат на участь у літніх Олімпійських іграх 1984 року в Лос-Анджелесі, проте Радянський Союз разом із кількома іншими країнами східного блоку бойкотував ці змагання з політичних причин. Натомість Яковлєв виступив на альтернативному турнірі «Дружба-84» у Москві, де показав результат 17,41 і виграв срібну медаль, поступившись тільки своєму співвітчизнику Олегу Проценку.
1985 року взяв бронзу на зимовому чемпіонаті СРСР у Кишиневі (16,85). Бувши студентом, представляв країну на Універсіаді в Кобе — у фіналі показав результат 17,43 метра, ставши другим після американця Чарльза Сімпкінса.
У 1987 році посів четверте місце на зимовому чемпіонаті СРСР у Пензі, встановивши при цьому свій особистий рекорд у закритих приміщеннях — 17,25 метра. Пізніше на Меморіалі братів Знаменських у Москві перевершив усіх суперників та встановив особистий рекорд на відкритому стадіоні — 17,65 метра.
Завершив спортивну кар'єру після закінчення сезону 1988.
За видатні спортивні досягнення відзначений почесним званням «Майстер спорту СРСР міжнародного класу».